# Survivor Series 2015
Survivor Series was een professioneel worstel-pay-per-view (PPV) en WWE Network evenement dat georganiseerd werd door de WWE. Dit evenement was de 29e editie van Survivor Series en vond plaats in de Philips Arena in Atlanta, Georgia op 22 november 2015.
Bij het evenement, Hell in a Cell, had Seth Rollins zijn titel met succes verdedigd tegenover Kane. De dag na HIAC 2015 op Raw werd er een toernooi gehouden om de eerst volgende tegenstander te bepalen van Seth Rollins. Alle winnaars van HIAC moesten het eerst in een-tegen-eenwedstrijden tegen elkaar opnemen. De 4 winnaars stootten door naar een Fatal-4-way-match, die uiteindelijk door Roman Reigns gewonnen werd. Tijdens een WWE Live-event in Ierland raakte Rollins geblesseerd. Uiteindelijk werd de titel vacant gesteld en werd er een toernooi gehouden voor de WWE World Heavyweight Championship.
Op de aflevering van RAW van 2 november 2015, versloeg Paige Becky Lynch, Brie Bella en Sasha Banks in een Fatal-4-way match. Hierdoor is ze nu de eerstvolgende tegenstander voor het WWE Divas Championship.

## Wedstrijden
| Nr. | Deelnemers wedstrdij | Type wedstrijd                       | Winnaar(s)                                                         |
| --- | --- | ------------------------------------ | ------------------------------------------------------------------ |
| 1 | Paige vs. Charlotte (c) in een een-op-eenmatch voor het WWE Divas Championship | 1 tegen 1                            | Charlotte (=c)                                                     |
| 2 | Diverse wedstrijden tussen twee personen in een gefaseerd toernooi, die bestond uit een 1e ronde, een kwartfinale, een halve finale en de finale. De voorrondes werden gehouden op Raw en Smackdown. De twee winnaars van de halve finale, zullen in de finale strijden voor de vacante WWE World Heavyweight Championship. | 1 tegen 1 (finale van een toernooi)  | nc = Roman Reigns (van korte duur) nc= Sheamus (Money in the Bank) |
| 3 | Brothers of Destruction (Kane & Undertaker) vs. The Wyatt Family | Tag-team wedstrijd                   | Brothers of Destruction                                            |
| 4 | Goldust, The Dudley Boyz, Neville en Titus O'Neil vs. The Cosmic Wasteland, The Miz en Bo Dallas | 5-op-5 eliminatie tag team wedstrijd | Goldust, The Dudley Boyz, Neville en Titus O'Neil                  |
| 5 | Tyler Breeze met Summer Rae vs. Dolph Ziggler | 1 tegen 1 wedstrijd                  | Tyler Breeze                                                       |
| (c) geeft aan dat de deelnemer(s) kampioen(en) is/zijn voor de match. (nc) geeft aan dat de deelnemer(s) nieuwe kampioen(en) is/zijn na de match. | |                                      |                                                                    |

## Toernooi
| Ronde       | Deelnemers wedstrijd           | Type wedstrijd | Winnaar         |
| ----------- | ------------------------------ | -------------- | --------------- |
| 1ste ronde  | Roman Reigns vs. The Big Show  | 1 tegen 1      | Roman Reigns    |
| 1ste ronde  | Cesaro vs. Sheamus             | 1 tegen 1      | Cesaro          |
| 1ste ronde  | Alberto Del Rio vs. Stardust   | 1 tegen 1      | Alberto Del Rio |
| 1ste ronde  | Kalisto vs. Ryback             | 1 tegen 1      | Kalisto         |
| 1ste ronde  | Titus O'Neil vs. Kevin Owens   | 1 tegen 1      | Kevin Owens     |
| 1ste ronde  | Neville vs. King Barrett       | 1 tegen 1      | Neville         |
| 1ste ronde  | Dolph Ziggler vs. The Miz      | 1 tegen 1      | Dolph Ziggler   |
| 1ste ronde  | Tyler Breeze vs. Dean Ambrose  | 1 tegen 1      | Dean Ambrose    |
| kwartfinale | Roman Reigns vs. Cesaro        | 1 tegen 1      | Roman Reigns    |
| kwartfinale | Alberto Del Rio vs. Kalisto    | 1 tegen 1      | Alberto Del Rio |
| kwartfinale | Kevin Owens vs. Neville        | 1 tegen 1      | Kevin Owens     |
| kwartfinale | Dolph Ziggler vs. Dean Ambrose | 1 tegen 1      | Dean Ambrose    |

1987 · 1988 · 1989 · 1990 · 1991 · 1992 · 1993 · 1994 · 1995 · 1996 · 1997 · 1998 · 1999 · 2000 · 2001 · 2002 · 2003 · 2004 · 2005 · 2006 · 2007 · 2008 · 2009 · 2010 · 2011 · 2012 · 2013 · 2014 · 2015 · 2016 · 2017 · 2018 · 2019 · 2020 · 2021